# Amir Richardson
Pour les articles homonymes, voir Richardson.
Michael Amir Richardson Junior, appelé couramment Amir Richardson (en arabe : أمير ريتشاردسون), né le 24 janvier 2002 à Nice en France, est un footballeur international marocain qui joue au poste de milieu central à l'ACF Fiorentina.
Formé au Havre AC, il signe en 2022 au Stade de Reims avant d'être directement prêté pour la durée d'une saison dans son club formateur, avec lequel il est couronné champion de Ligue 2 en 2023. Après le sacre, le prêt prend fin et il retourne au Stade de Reims.
Possédant les nationalités marocaine, française et américaine, il reçoit une première convocation avec la France -20 ans, participe et remporte le Tournoi Maurice Revello en 2021 avant d'être rappelé en 2023 avec le Maroc olympique pour prendre part et remporter la CAN des moins de 23 ans. Quelques mois plus tard, en septembre 2023, il tranche définitivement en faveur de l'équipe du Maroc. Il fait ses débuts sous la houlette de Walid Regragui et prend part à la CAN 2023.

## Biographie

### Naissance, enfance et origines (2002-2012)
Amir Richardson naît et grandit à Nice en France sur la bordure de la mer niçoise. Amir est le fils de l'ancien basketteur professionnel, Micheal Ray Richardson, originaire du Texas aux États-Unis et quatre fois All-Star NBA. Sa mère Ilham Ngadi, également Antiboise, est une Franco-Marocaine née à Fès au Maroc, ayant aussi pratiqué le basketball et l'athlétisme. Amir a aussi une sœur aînée, Kimberly Richardson, née en 1996 et diplômée d'un master en sociologie,. Il acquiert la nationalité française le 19 octobre 2007, par l'effet collectif attaché à la naturalisation de sa mère.
Pendant son enfance, Amir Richardson voyage fréquemment aux États-Unis pour rendre visite à son père, installé en Oklahoma en tant qu'ambassadeur de la NBA. Ses premiers pas dans le monde du sport se font dans le football, influencés par sa mère qui souhaitait qu'il pratique un sport en plein air. Amir se rappelle : « Quand j’étais petit, ma mère voulait que je fasse un sport en plein air. J’avais quatre ans et à cet âge-là, on ne décide rien. Elle voulait que je prenne l’air, c’était comme ça. Elle m’a mis avec mon cousin au foot et tout de suite, ça a matché. J’ai adoré. ».
En France, Amir intègre l'AS Fontonne Antibes à l'âge de cinq ans, jouant pendant quatre ans au Stade Docteur Leger. Pendant son adolescence, il est inspiré par des figures du football telles que Lucho González et devient un fervent supporter de l'Olympique de Marseille.

### Formation à l'OGC Nice et débuts au Havre (2012-2022)
Grâce à un partenariat entre l'AS Fontonne Antibes et l'OGC Nice, Amir Richardson rejoint le centre de formation niçois, où il passe près de six ans. À 12 ans, il participe régulièrement à des camps d'entraînement de basket-ball en Oklahoma avec son père. Amir révèle qu'il ne correspondait pas aux attentes d'un directeur du centre de formation, ce qui a compliqué son expérience, malgré le soutien de Franck Sale et d'Émerse Faé (coach des U17). À la fin de la saison, bien qu'on lui propose de rester à Nice, il choisit de suivre Franck Sale au Havre pour changer d'air.

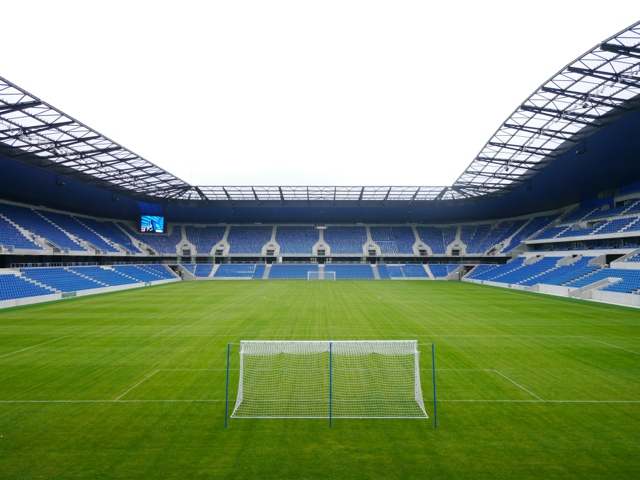
Richardson dispute son premier match professionnel au Stade Océane en 2021.

Il poursuit sa formation à Le Havre AC, qu'il rejoint en 2019. Il joue son premier match en professionnel le 15 mai 2021, à l'occasion de la dernière journée de la saison 2020-2021 de Ligue 2, face à l'ES Troyes AC. Il est titularisé et son équipe l'emporte par trois buts à deux. En fin de saison, le 9 juillet 2021, il signe son premier contrat professionnel,.
Sous les ordres de Paul Le Guen, il s'impose dans l'entrejeu du Havre lors de la saison 2021-2022, devenant l'une des révélations de la saison, en compagnie de plusieurs autres joueurs de sa génération. Il est notamment nommé « Pépite du mois » de décembre 2021 en Ligue 2. Il termine sa première saison à la huitième place du classement de Ligue 2.

### Stade de Reims et prêt au Havre pour une montée en L1 (2022-2024)
Le 1er septembre 2022, Amir Richardson s'engage en faveur du Stade de Reims pour cinq saisons. Il est toutefois prêté au Havre AC jusqu'à la fin de la saison sous les ordres du nouvel entraîneur Luka Elsner,,.
Il est directement titularisé, à l'occasion de la première journée de Ligue 2 de la saison 2022-2023 contre Grenoble Foot 38 sous le no 24 dans un milieu composé de Richardson, Victor Lekhal et Nolan Mbemba (match nul, 0-0). Le 30 août 2022, il inscrit son premier but de la saison contre le Stade lavallois Mayenne FC (victoire, 1-3). Le 26 décembre, il inscrit son deuxième but de la saison en inscrivant l'unique but du match face aux Girondins de Bordeaux grâce à une passe décisive de Christopher Operi à la neuvième minute du match. Le 13 mars, il évite la défaite en inscrivant le but égalisateur contre le FC Metz sur une passe décisive de Josué Casimir (match nul, 1-1). Le 2 juin, il est officiellement couronné champion de Ligue 2 après une victoire de 1-0 face au Dijon FCO,,. Le club est alors officiellement promu en Ligue 1 et Richardson remporte ainsi son premier trophée majeur.
De retour au Stade de Reims en août 2023, Amir Richardson prend part aux matchs de pré-saison avant d'affronter l'Olympique de Marseille au Stade Vélodrome à la première journée de la saison 2023-2024. Lors de ce match, il hérite du no 8 sous les commandes de l'entraîneur William Still et joue aux côtés de son compatriote en sélection Yunis Abdelhamid (défaite, 2-1). Le 20 août, il délivre sa première passe décisive en Ligue 1 contre Clermont Foot sur le premier but inscrit par Marshall Munetsi (victoire, 2-0). Le 17 septembre, il inscrit son premier but de la saison contre le Stade brestois (défaite, 2-1).

### ACF Fiorentina (depuis 2024)
Le 22 août 2024, il s'engage pour cinq ans à l'ACF Fiorentina pour un montant d'environ 10 millions d'euros.

### En sélection
Possédant les nationalités américaine (pays de son père) qu'il acquiert à sa naissance, française (depuis la naturalisation de sa mère) et marocaine (pays de sa mère et naturalisé en 2021), il déclare à propos de ses préférences : « J’aime autant les trois nations. Ces trois pays sont dans mon cœur. Je n’ai pas à faire de choix. Je suis allé voir au Maroc comment c’était, je suis allé voir en France comment c’était. J’essaye de me faire une idée. Ce qui est sûr, c’est que peu importe mon choix, ça ne voudra pas dire que je préfère tel ou tel pays. J’aime autant retourner voir ma mère à Antibes, sa famille au Maroc, à Fès, que mon père aux États-Unis. Mon père est originaire du Texas, aujourd’hui il est à Oklahoma. J’ai de la famille un peu partout aux États-Unis. Je me sens profondément français, marocain et américain. ».

#### Entre lesBleuetset lesLionceaux de l'Atlas(2021-2023)
Les scouts de la Fédération royale marocaine de football remarquent rapidement une marocanité au sein de la famille Richardson. Après une discussion avec les responsables de la fédération, la mère d'Amir entame les démarches pour la naturalisation d'Amir Richardson[réf. nécessaire]. Quelques mois plus tard, en octobre 2021, il figure pour la première fois sur la liste du Maroc olympique concoctée par Hicham Dmii pour un stage de préparation au Centre sportif de Maâmora à Salé du 4 au 12 octobre 2021,.

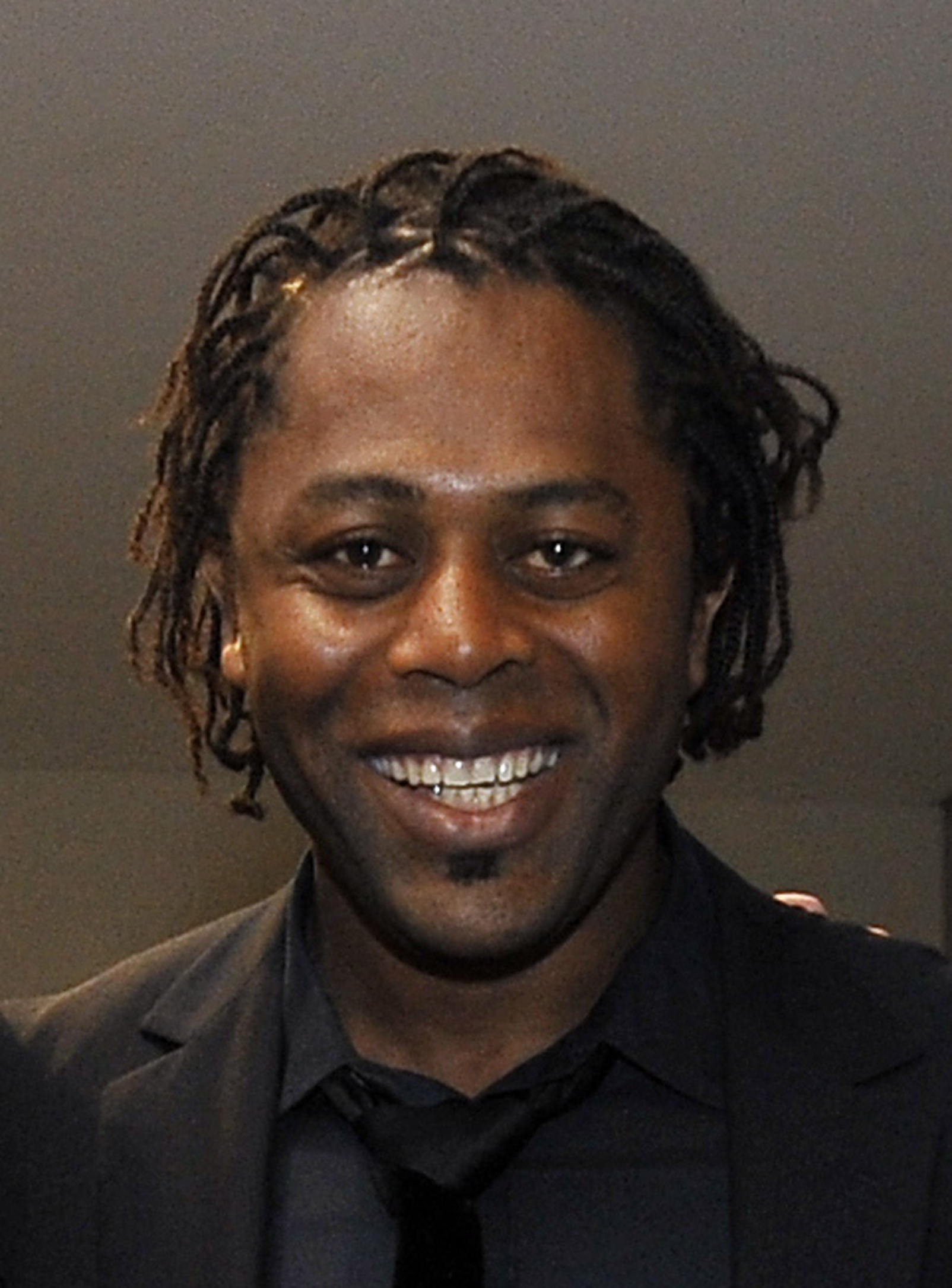
Richardson dispute ses premières sélections sous la houlette de Bernard Diomède en 2021.

N'ayant toujours pas joué de matchs en sélection nationale, Amir Richardson reçoit un premier appel officiel de l'équipe de France des moins de 20 ans pour des matchs amicaux dans des dates FIFA. Il reçoit sa première sélection le 11 novembre 2021 en match amical contre l'Allemagne -20 ans en étant titularisé sous le no 18, disputant 90 minutes sous la houlette de l'entraîneur Bernard Diomède. Il est rappelé en mars pour une double confrontation amicale contre le Portugal -20 ans à Tubize en Belgique (match nul, 1-1 et défaite, 3-1). En mai, il dispute 59 minutes contre le Panama espoirs avant d'être remplacé par Johann Lepenant (match nul, 0-0). Ces matchs entrent dans le cadre des préparations au Tournoi Maurice Revello.
En juin 2022, le premier match du Tournoi Maurice Revello a lieu au Stade Marcel Roustan contre l'Arabie saoudite -20 ans, match durant lequel Richardson ne dispute aucune minute (victoire, 5-0). Le 4 juin, il dispute le deuxième match de la France contre l'Argentine -20 ans, entrant en jeu à la 62e minute en remplaçant Maghnes Akliouche (victoire, 6-2). Remplaçant également en demi-finale face au Mexique -20 ans, il remplace Sékou Mara pour disputer les huit dernières minutes du match (victoire, 4-1),. En finale contre le Venezuela -20 ans, alors que la France est en train de perdre le match sur le score d'un but à zéro, Richardson entre en jeu à la mi-temps et les Français reviennent au score pour battre l'adversaire en deuxième période avant de remporter le tournoi,.
Quelques semaines après la Coupe du monde 2022, le sélectionneur Walid Regragui se rend au  Havre pour rencontrer Amir Richardson et lui proposer un projet footballistique international : un passage en équipe du Maroc olympique avant d'intégrer l'équipe première du Maroc si dans la continuité le joueur progresse,. Également dans le viseur de la Fédération des États-Unis de soccer, Amir Richardson priorise le projet marocain.
Le 16 mars 2023, il révèle via ses réseaux sociaux sa première convocation avec l'équipe du Maroc olympique entraînée par Issame Charaï, à l'occasion des préparations à la Coupe d'Afrique des nations olympique (-23 ans). Le 22 mars 2023, il rejoint le Maroc olympique pour un match amical face à la Côte d'Ivoire olympique à Rabat dans le cadre des préparations à la Coupe d'Afrique des nations des moins de 23 ans qui se déroulera au Maroc en 2023,. Lors de ce match, il est titularisé (défaite, 2-3). Deux jours plus tard, il est de nouveau titularisé lors d'un nouveau match amical face au Togo olympique (victoire, 2-0). Il enchaîne avec une troisième titularisation face à l'Ouzbékistan olympique, le 27 mars 2023 (victoire, 3-0).
Le 9 juin 2023, il figure sur la liste définitive d'Issame Charaï pour prendre part à la Coupe d'Afrique des nations des moins de 23 ans qui a lieu au Maroc. Les matchs de phase de groupe ont lieu en fin de mois de juin contre la Guinée olympique, le Ghana olympique et le Congo olympique au Complexe sportif Moulay-Abdallah de Rabat. Entré en jeu lors du premier match contre la Guinée olympique en remplaçant Benjamin Bouchouari (victoire, 2-1), il reçoit sa première titularisation dans la compétition lors de la deuxième journée de la CAN U23 contre le Ghana olympique, inscrit le premier but du match sur une passe décisive d'Ez Abde et valide ainsi son ticket pour les demi-finales de la compétition après une victoire de 5-1,. Le 30 juin 2023, à l'occasion du troisième match de la compétition contre le Congo olympique, il remplace Oussama Targhalline à la 87e minute de jeu (victoire, 1-0),. La finale est remportée par le Maroc en prolongation contre l'Égypte olympique grâce à un but d'Oussama Targhalline (victoire, 2-1),.
Le 4 juillet 2024, il est sélectionné par Tarik Sektioui dans une liste de 22 joueurs avec le Maroc olympique pour prendre part aux Jeux olympiques 2024,.

#### Choix définitif: Maroc (depuis 2023)
Le 31 août 2023, il reçoit sa première convocation officielle de Walid Regragui avec l'équipe du Maroc pour des matchs le 9 septembre contre le Liberia à Agadir et le 12 septembre contre le Burkina Faso à Lens,. Le premier match contre le Liberia, entrant dans le cadre des qualifications à la CAN 2023, est annulé et reporté à la suite du séisme du Maroc,. Cependant, le deuxième match prévu en amical contre le Burkina Faso est maintenu et joué au Stade Bollaert-Delelis de Lens,. Lors de ce match, il entre en jeu à la 86e minute en remplaçant Azzedine Ounahi (victoire, 1-0),.
Lors de la trêve internationale d'octobre 2023, il entre en jeu contre la Côte d'Ivoire en remplaçant Selim Amallah en amical au Stade Félix-Houphouët-Boigny d'Abidjan (match nul, 1-1). Lors du deuxième match de cette trêve, il est mis sur le banc pendant 90 minutes, le 17 octobre contre le Liberia à Agadir pour laisser place à Oussama El Azzouzi, un autre nouveau de la tanière pour assurer une doublure de Sofyan Amrabat, absent depuis plusieurs matchs (victoire, 3-0).
Le 28 décembre 2023, il est retenu dans la liste des vingt-sept joueurs marocains sélectionnés par Walid Regragui pour disputer la Coupe d'Afrique des nations 2023 (CAN 2023),,. Lors du troisième match de poule contre la Zambie, Richardson fait sa première apparition sur le terrain à la CAN 2023 en remplaçant Ismael Saibari à la 68e minute (victoire, 1-0). En huitièmes de finale, les Lions de l'Atlas sont éliminés par l'Afrique du Sud sur un score de 2-0,.

## Style de jeu
Amir Richardson est connu pour son style de jeu élégant et maîtrisé. Né dans une famille au passé marqué par le basketball, il se distingue par sa grande taille, mesurant 1 mètre97 cm, ce qui en fait une figure imposante au milieu de terrain pour Le Havre AC aux côtés de Victor Lekhal et Yassine Kechta. Gaucher, il réussit à se faire un nom en tant que jeune talent montant du football français.

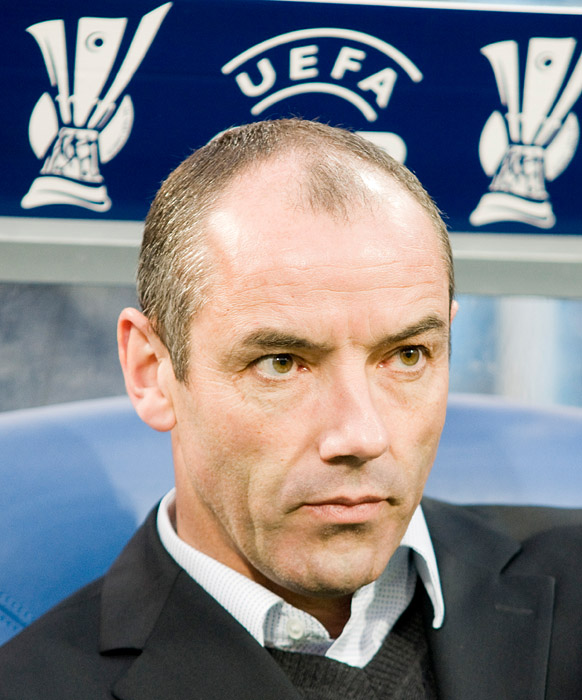
Richardson améliore ses qualités de défenseur sous la houlette de Paul Le Guen (ici en 2009).

L'influence du père d'Amir, Micheal Ray Richardson, meneur de jeu de renom lors de sa carrière en NBA, se reflète dans le style de jeu d'Amir. Ce dernier a hérité de certaines compétences liées au basketball de son père, notamment en ce qui concerne le dribble, la passe et les interceptions. Cependant, la carrière de son père a été entachée par des défis personnels, notamment des problèmes liés à la consommation de cocaïne, qui ont finalement conduit à son bannissement à vie de la NBA. Néanmoins, Amir Richardson tire des leçons des expériences de son père alors qu'il trace sa propre carrière dans le football.
Le style de jeu d'Amir a évolué sous la direction de différents entraîneurs, dont Paul Le Guen et Luka Elsner. Il caractérise le HAC de Paul Le Guen comme étant davantage axé sur la défense, tandis que sous Luka Elsner, l'équipe adopte une approche plus équilibrée, excellant à la fois en défense et en jeu offensif stylé. Amir apprécie la liberté tactique et se sent plus en phase avec ce style de jeu. Aujourd'hui, il est principalement utilisé en tant que milieu récupérateur, que ce soit en club comme en sélection.

## Vie privée

### Affaires judiciaires
Au cours de sa première saison en tant que joueur professionnel, le 14 septembre 2021, Amir Richardson est impliqué dans un incident notable qui attire l'attention des médias. Alors qu'il tentait de rendre des affaires à un tiers, Amir a emprunté la voiture de son coéquipier Yassine Kechta. Cependant, un contrôle de police a révélé la présence d'une carte d'handicapés dans le véhicule, ce qui a conduit à la garde à vue d'Amir et de Yassine.

### Humanitaire
Le 9 septembre 2023, alors qu'il se trouve à Agadir, il se présente à l'hôpital avec ses coéquipiers de la sélection marocaine pour un don de sang pour les blessés du séisme au Maroc,,.

## Statistiques

### Statistiques détaillées
| Saison                | Club                  | Championnat           | Championnat | Championnat | Championnat | Coupe(s) nationale(s) | Coupe(s) nationale(s) | Coupe(s) nationale(s) | Compétition(s) continentale(s) | Compétition(s) continentale(s) | Compétition(s) continentale(s) | Compétition(s) continentale(s) | Maroc | Maroc | Maroc | Total | Total | Total |
| Saison                | Club                  | Division              | M.          | B.          | P.d.        | M.                    | B.                    | P.d.                  | Comp.                          | M.                             | B.                             | P.d.                           | M.    | B.    | P.d.  | M.    | B.    | P.d.  |
| 2020-2021             | Le Havre AC           | Ligue 2               | 1           | 0           | 0           | -                     | -                     | -                     | -                              | -                              | -                              | -                              | -     | -     | -     | 1     | 0     | 0     |
| 2021-2022             | Le Havre AC           | Ligue 2               | 33          | 0           | 1           | 1                     | 0                     | 0                     | -                              | -                              | -                              | -                              | -     | -     | -     | 34    | 0     | 1     |
| 2022-2023             | Le Havre AC (prêt)    | Ligue 2               | 34          | 3           | 4           | -                     | -                     | -                     | -                              | -                              | -                              | -                              | -     | -     | -     | 34    | 3     | 4     |
| Sous-total            | Sous-total            | Sous-total            | 68          | 3           | 8           | 1                     | 0                     | 0                     | -                              | -                              | -                              | -                              | -     | -     | -     | 69    | 3     | 8     |
| 2023-2024             | Stade de Reims        | Ligue 1               | 28          | 3           | 1           | -                     | -                     | -                     | -                              | -                              | -                              | -                              | 7     | 0     | 0     | 35    | 3     | 1     |
| Sous-total            | Sous-total            | Sous-total            | 28          | 3           | 1           | -                     | -                     | -                     | -                              | -                              | -                              | -                              | 7     | 0     | 0     | 35    | 3     | 1     |
| 2024-2025             | ACF Fiorentina        | Serie A               | 27          | 1           | 1           | 1                     | 0                     | 0                     | C3                             | 11                             | 1                              | 0                              | 2     | 0     | 0     | 41    | 2     | 1     |
| Sous-total            | Sous-total            | Sous-total            | 27          | 1           | 1           | 1                     | 0                     | 0                     | -                              | 11                             | 1                              | 0                              | 2     | 0     | 0     | 41    | 2     | 1     |
| Total sur la carrière | Total sur la carrière | Total sur la carrière | 122         | 7           | 10          | 2                     | 0                     | 0                     | -                              | 11                             | 1                              | 0                              | 9     | 0     | 0     | 144   | 8     | 10    |

### En sélection marocaine U23
Le tableau suivant liste les rencontres de l'équipe du Maroc U23 des catégories des jeunes dans lesquelles Amir Richardson a été sélectionné depuis le 22 mars 2023.
| Catégorie | Date            | Lieu          | Adversaire    | Résultat | Minutes | Compétition     | Buts | Passes | Capitaine | Club           |
| --------- | --------------- | ------------- | ------------- | -------- | ------- | --------------- | ---- | ------ | --------- | -------------- |
| Maroc U23 | 22 mars 2023    | Rabat         | Côte d'Ivoire | 2 – 3    | 70 min  | Match amical    | 0    | 0      | Non       | Le Havre AC    |
| Maroc U23 | 24 mars 2023    | Rabat         | Togo          | 2 – 0    | 90 min  | Match amical    | 0    | 0      | Non       | Le Havre AC    |
| Maroc U23 | 27 mars 2023    | Rabat         | Ouzbékistan   | 3 – 0    | 46 min  | Match amical    | 0    | 0      | Non       | Le Havre AC    |
| Maroc U23 | 24 juin 2023    | Rabat         | Guinée        | 2 – 1    | 35 min  | CAN U23         | 0    | 0      | Non       | Le Havre AC    |
| Maroc U23 | 27 juin 2023    | Rabat         | Ghana         | 5 – 1    | 46 min  | CAN U23         | 1    | 0      | Non       | Le Havre AC    |
| Maroc U23 | 30 juin 2023    | Rabat         | Congo         | 1 – 0    | 3 min   | CAN U23         | 0    | 0      | Non       | Le Havre AC    |
| Maroc U23 | 4 juillet 2023  | Rabat         | Mali          | 2 – 2    | 120 min | CAN U23         | 0    | 0      | Non       | Stade de Reims |
| Maroc U23 | 8 juillet 2023  | Rabat         | Égypte        | 2 – 1    | 58 min  | CAN U23         | 0    | 0      | Non       | Stade de Reims |
| Maroc U23 | 24 juillet 2024 | Saint-Étienne | Argentine     | 1 – 2    | 90 min  | Jeux olympiques | 0    | 0      | Non       | Stade de Reims |
| Maroc U23 | 27 juillet 2024 | Saint-Étienne | Ukraine       | 2 – 1    | 90 min  | Jeux olympiques | 0    | 0      | Non       | Stade de Reims |
| Maroc U23 | 30 juillet 2024 | Nice          | Irak          | 3 – 0    | 62 min  | Jeux olympiques | 1    | 0      | Non       | Stade de Reims |
| Maroc U23 | 2 août 2024     | Paris         | États-Unis    | 4 – 0    | 80 min  | Jeux olympiques | 0    | 0      | Non       | Stade de Reims |
| Maroc U23 | 5 août 2024     | Marseille     | Espagne       | 2 – 1    | 90 min  | Jeux olympiques | 0    | 0      | Non       | Stade de Reims |
| Maroc U23 | 8 août 2024     | Nantes        | Égypte        | 0 – 6    | 77 min  | Jeux olympiques | 0    | 0      | Non       | Stade de Reims |

### Matchs internationaux
Le tableau suivant liste les rencontres de l'équipe du Maroc dans lesquelles Amir Richardson a été sélectionné depuis le 12 septembre 2023 jusqu'à présent.

## Palmarès
Amir Richardson remporte ses premiers titres majeures en 2023 en étant couronné champion de Ligue 2 en 2023 et en faisant partie de l'équipe type de Ligue 2 aux Trophées UNFP du football 2023. Au niveau de la sélection nationale, il remporte dans un premier temps le Tournoi Maurice Revello avec la France -20 ans en 2022 avant de changer de nationalité sportive et de remporter la Coupe d'Afrique des nations des moins de 23 ans avec le Maroc olympique, parvenant ainsi à se qualifier aux Jeux olympiques d'été de 2024 à Paris,.

### En club
Le Havre AC
- Champion de France de Ligue 2 en 2023[23].

### En sélection
France -20 ans
- Tournoi Maurice-Revello :
  -  Vainqueur : 2022[83].

 Maroc -23 ans
- Coupe d'Afrique des nations :
  -  Vainqueur : 2023[84].

- Jeux olympiques :
  -  Bronze : 2024

## Distinctions personnelles
- Pépite du mois de décembre 2022 en Ligue 2[74]
- Membre de l'équipe type de Ligue 2 aux Trophées UNFP du football 2023[85]